# 右至左符號
右至左符號（Right-to-left mark, RLM）是一種控制字符，用于計算機的雙向文稿排版中。
右至左符號的Unicode字符是U+200F，亦可在HTML中表現為&rlm; &#x200F;或者&#8207;.

## 外部連結
- Unicode standard annex 雙向算法（页面存档备份，存于）
- Unicode字符 (U+200F)（页面存档备份，存于）